# فوي هامونز
فوي هامونز (بالإنجليزية: Foy Hammons)‏ هو مدير فني أمريكي، ولد في 22 يناير 1894 في ليتل روك في الولايات المتحدة، وتوفي بنفس المكان في 16 يوليو 1961.